# Нафтозбірний парк
Нафтозбірний парк, резервуарний парк, товарний парк (прос. арк нефтесборный (резервуарный, товарный); нім. oil-gathering (tank, farm, tank battery, stock tank) station, нім. Erdölsammelstation f (Behälter-, Warentanklager n) — група резервуарів у системі збирання і транспортування нафти (для приймання і зберігання товарної нафти).